# Bavayia exsuccida
Espèce
Statut de conservation UICN

 EN B1ab(i,ii,iii,iv,v) : En danger
Bavayia exsuccida est une espèce de gecko de la famille des Diplodactylidae.

## Répartition
Cette espèce est endémique de Nouvelle-Calédonie.

## Description
C'est un gecko arboricole, nocturne et insectivore.

## Publication originale
- Bauer, Whitaker & Sadlier, 1998 : Two new species of the genus Bavayia (Reptilia: Squamata: Diplodactylidae) from New Caledonia, Southwest Pacific. Pacific Science, vol. 52, n. 4, p. 342-355 (texte intégral).